# La Disparition de John Darwin
La Disparition de John Darwin (The Thief, His Wife and the Canoe) est une série télévisée britannique, diffusée en 2022.

## Fiche technique
- Titre original : The Thief, His Wife and the Canoe
- Titre français : La Disparition de John Darwin
- Réalisation : Richard Laxton
- Scénario : Chris Lang
- Musique : Harry Escott et Ben Pearson
- Pays d'origine : Royaume-Uni
- Genre : drame
- Date de première diffusion : 2022

## Distribution
- Monica Dolan : Anne Darwin
- Eddie Marsan : John Darwin
- Mark Stanley (en) : Mark Darwin
- Dominic Applewhite (VF : Julien Alluguette) : Anthony Darwin
- Carrie Cohen : la mère d'Anne
- Ellis Jones (VF : Michel Laroussi) : le père d'Anne
- Karl Pilkington (en) : DC Phil Bayley
- Gerard Horan : l'avocat du ministère public

 Source et légende : version française (VF) sur RS Doublage